# Dikraneura suffusa
Dikraneura suffusa är en insektsart som beskrevs av Henry Fairfield Osborn 1928. Dikraneura suffusa ingår i släktet Dikraneura och familjen dvärgstritar.
Artens utbredningsområde är Guatemala. Inga underarter finns listade i Catalogue of Life.